# Anse Boccherini

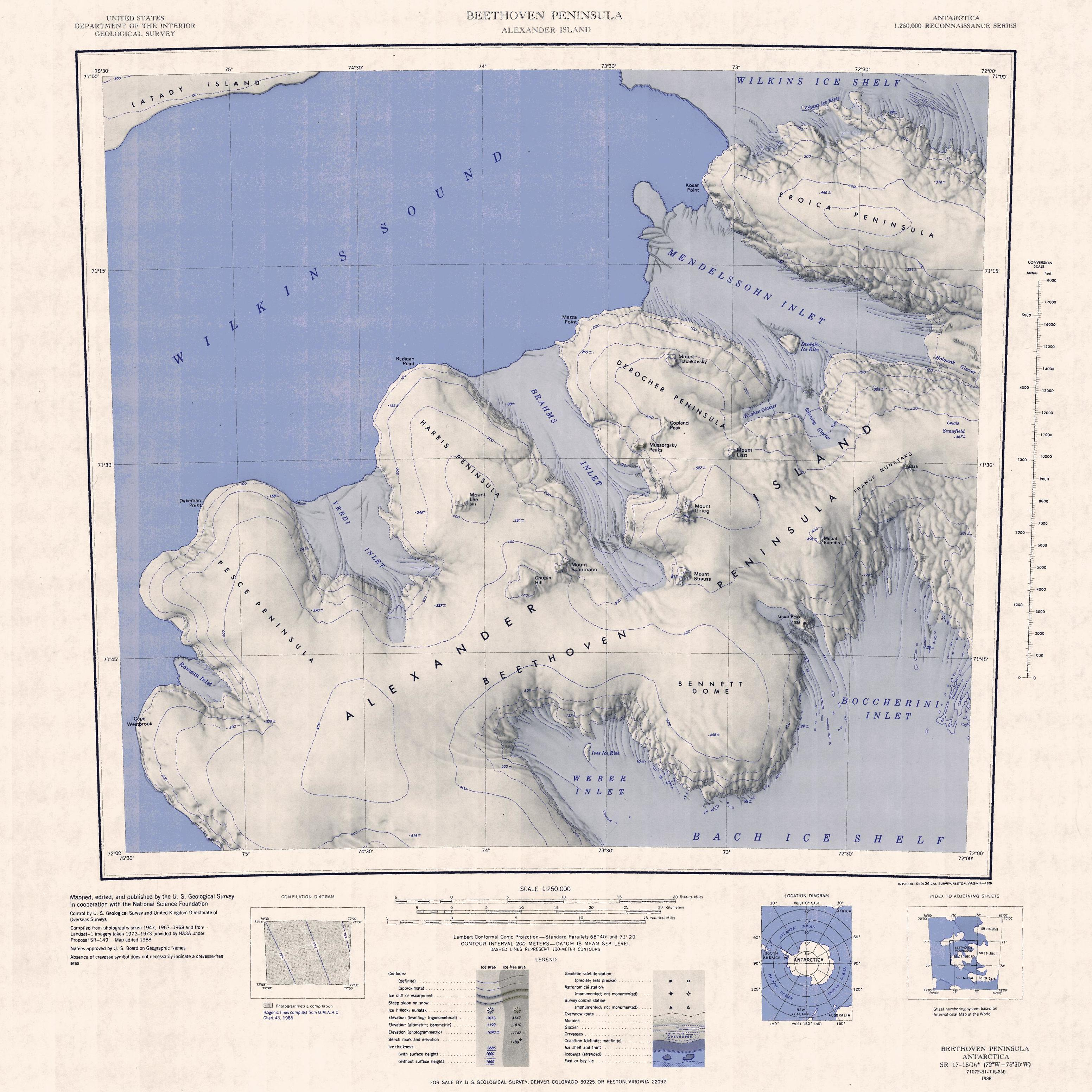
Topographie au 1:250,000 de la péninsule Beethoven montrant l'anse Boccherini.

L'anse Boccherini (en anglais Boccherini inlet) est une petite baie de glace, longue de 18 milles nautiques (33 km) et large de 16 milles nautiques (26 km), s'étendant entre le dôme Bennett (en) (à l'ouest) et la péninsule Chostakovitch (en) (située au sud-est de l'anse Boccherini), qui indente la partie sud de la péninsule Beethoven et forme l'extrémité nord de la barrière de glace Bach de l'île Alexandre-Ier.
Elle a été cartographiée pour la première fois par des photos aériennes prises par l'Expédition Ronne en 1947–1948, puis par D. Searle du British Antarctic Survey en 1960, et nommée par le UK Antarctic Place-Names Committee en hommage au compositeur italien Luigi Boccherini.